# Machtergreifung
Machtergreifungⓘ (pol. zagarnięcie władzy), w literaturze określane także jako Machtübernahmeⓘ (pol. przejęcie władzy) – określenie pochodzące z języka niemieckiego, odnoszące się do mianowania Adolfa Hitlera kanclerzem Rzeszy przez prezydenta Rzeszy Paula von Hindenburga 30 stycznia 1933. Przejęcie władzy przez Hitlera i Narodowosocjalistyczną Niemiecką Partię Robotników (NSDAP) i skutkujące tym przekształcenie Niemiec z demokracji parlamentarnej w totalitarną dyktaturę wodza i jednej partii oznaczało koniec Republiki Weimarskiej i początek nowego niemieckiego bytu politycznego – III Rzeszy, której proklamacja odbyła się 15 marca 1933 podczas hucznej uroczystości propagandowej w Poczdamie przy grobie króla Prus Fryderyka II Wielkiego.

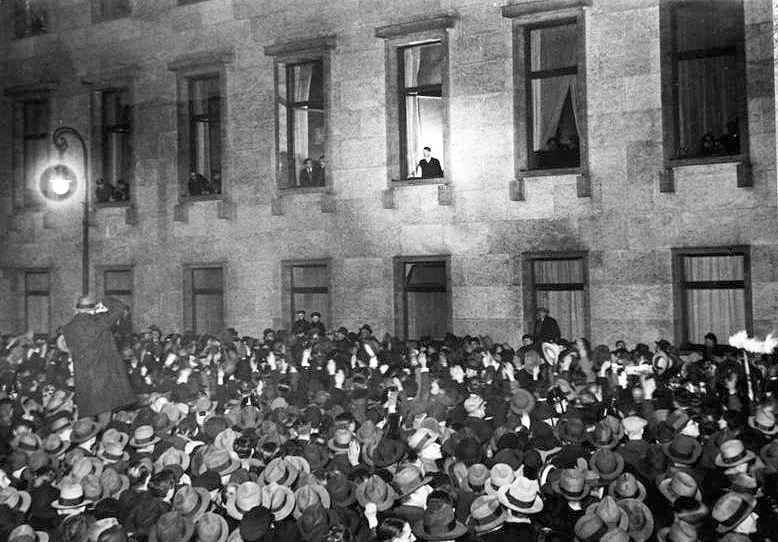
Adolf Hitler pozdrawia tłum z okna Kancelarii Rzeszy w Berlinie w dniu przejęcia władzy, 30 stycznia 1933

Jako że z wielu powodów obu wyżej wymienionych określeń nie można uznać za neutralne (względnie precyzyjne), historycy używają także terminu przekazanie władzy lub przeniesienie władzy. 
Inna nazwa używana jako określenie przejęcia władzy przez nazistów to Brunatna rewolucja. Nazwa wzięła się od koloru oficjalnego umundurowania SA, które znane były jako „brunatne koszule”.
Naziści świętowali 30 stycznia dzień narodowego powstania jako początek ich zagarnięcia władzy. W tym dniu w 1933 Adolf Hitler został zaprzysiężony przez prezydenta Paula von Hindenburga jako Kanclerz Rzeszy koalicyjnego rządu narodowego zjednoczenia. W jego składzie znalazło się początkowo tylko trzech nazistów: poza samym kanclerzem byli to Hermann Göring, który został ministrem bez teki, i Wilhelm Frick, który objął tekę ministra spraw wewnętrznych. Reszta resortów została rozdzielona pomiędzy Niemiecką Narodową Partię Ludową (DNVP) i kandydatów bezpartyjnych.